# Choeropais jucunda
Choeropais jucunda là một loài bướm đêm trong họ Noctuidae.